# شهرداری ساری
شهرداری ساری یک نهاد عمومی اما غیردولتی است که در سال ۱۲۹۸ از سوی وزارت کشور پایه گذارده شد. این نهاد عمومی مسئولیت اداره شهر ساری را به عهده دارد. مدیریت این سازمان با شهردار ساری است که از طریق آرای شورای شهر ساری انتخاب می‌شود و حکم وی توسط وزیر کشور ابلاغ می‌شود. ساختمان مرکزی شهرداری ساری در بلوار آزادی قرار دارد. شهرداری ساری، شامل ۴ منطقه‌ است که اداره مناطق شهری به عهده شهردار منطقه می‌باشد که توسط شهردار ساری انتخاب می‌شوند و با نظارت معاون برنامه ریزی و هماهنگی مناطق فعالیت می‌کنند و هر منطقه شامل چند ناحیه شهری است که شهر ساری دارای ۲۰ ناحیه شهری می‌باشد. بودجه شهرداری از درآمدهای نقدی و غیرنقدی خودش و عوارض پرداختی شهروندان تأمین می‌شود.

## تاریخچه

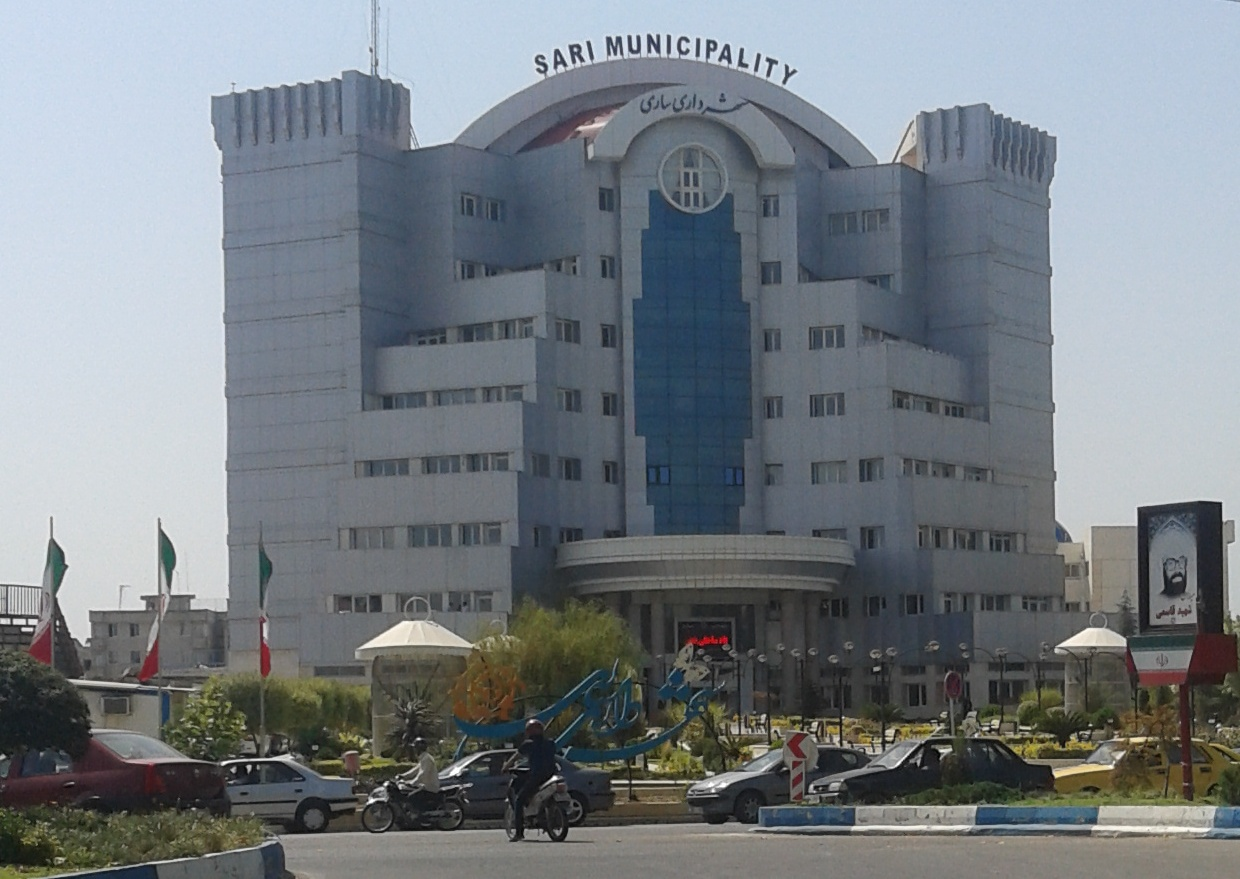
ساختمان مرکزی شهرداری ساری

هدف اولیه از تأسیس بلدیه حفظ منافع شهری، برآورده نمودن حوایج شهرنشیان مانند اداره کردن اموال منقول و غیر منقول و نگهداشت سرمایه های متعلق به شهر، نظافت کوچه ها و معابر شهری، روشن نمودن شهر، بیمه بناهای متعلق به شهر در برابر حریق و غیره بوجود آمد و بابت ارائه چنین خدماتی به مردم از آن ها عوارض دریافت نموده و از آن طریق هزینه های جاری بلدیه و حقوق رفتگران و ... تأمین می گردید.
همزمان با تأسیس بلدیه، قانونی به تصویب مجلس رسید که بر اساس آن انجمن بلدیه وظیفه داشت تا نسبت به انتخاب شهردار با رأی و نظر مردم اقدام نماید .
در سال ۱۲۹۰ شمسی با پیشنهاد دولت مبنی بر انفصال انجمن بلدیه موافقت گردیده و در سال ۱۲۹۹ سید ضیاءالدین طباطبایی نهاد مستقلی مانند بلدیه را که به دولت وابسته بود را بنا کرده و در سال ۱۳۰۰ شمسی اداره بلدیه رسماً وابسته به دولت شد.
آغاز به کار بلدیه در ساری مربوط به سال ۱۲۹۸ می باشد و احمد ممنون به عنوان اولین شهردار ساری در سال ۱۳۰۱ معرفی شد.

## مناطق، معاونت‌ها و سازمان‌های شهرداری ساری

### مناطق
- منطقه یک
- منطقه دو
- منطقه سه
- منطقه چهار (بافت کهن و تاریخی)

### معاونت‌ها
- معاونت برنامه ریزی و هماهنگی مناطق
- معاونت شهرسازی و معماری
- معاونت حمل و نقل و امور زیربنایی
- معاونت توسعه مدیریت و منابع
- معاونت خدمات شهری

### سازمان‌ها
- فناوری اطلاعات و ارتباطات
- آتش نشانی و خدمات ایمنی
- مدیریت آرامستان‌های شهرداری ساری
- سیما، منظر و فضای سبز شهری
- فرهنگی، اجتماعی و ورزشی
- حمل و نقل بار و مسافر
- مدیریت و مهندسی شبکه حمل و نقل
- عمران و بازآفرینی فضاهای شهری
- مدیریت پسماند
- ساماندهی مشاغل شهری و فرآورده‌های کشاورزی
- سازمان سرمایه گذاری و مشارکت مردمی

## نخستین‌ها
نخستین شهردار : احمد ممنون که در سال ۱۳۰۱ معرفی شد.
نخستین روشنایی : برای مسیر شهرداری به سوی دروازه گرگان و دروازه بابل با فانوس‌هایی که به درختان آویزان شده بودند.
نخستین خیابان آسفالت‌شده: خیابان ۱۸ دی در سال ۱۳۲۵
نخستین بانویی که به استخدام شهرداری در آمد : بانو ایران اکبری به عنوان ماشین‌نویس در سال ۱۳۲۹
نخستین شمارهٔ تلفن شهرداری: ۲۴۰۰ و ۲۵۰۰ در سال ۱۳۳۳
نخستین خودروی آتشنشانی: در سال ۱۳۴۶ برای شهرداری خریداری شد.

## فهرست شهرداران
از بدو تأسیس شهرداری ساری در سال ۱۲۹۸ سیاست‌های داخل شهری و همچنین اتفاقات و جریان‌های کشوری و بین‌المللی اثرات زیادی در نحوه انتخاب و دوران مدیریت شهرداران ساری گذاشته‌اند. از جمله این جریان‌ها می‌توان کودتای ۱۲۹۹، پایان سلسله قاجار در سال ۱۳۰۵، تصرف ساری توسط ارتش روسیه در دهه ۱۳۲۰ و انقلاب ۱۳۵۷ را نام برد. انتخاب شهردار نیز بنا بر سیاست‌های مخصوص هر زمان یا با حکم دولت مرکزی یا از طریق انتخابات شهری یا با انتخاب اعضای شورای اسلامی شهر انجام گرفته‌است.

### شهرداران قبل از انقلاب
| ر. | نام                  | نگاره | دوران تصدی | دوران تصدی | مدت تصدی | گمارنده |
| ر. | نام                  | نگاره | آغاز تصدی  | پایان تصدی | مدت تصدی | گمارنده |
| -- | -------------------- | ----- | ---------- | ---------- | -------- | ------- |
| ۱  | احمد ممنون           |       | ۱۳۰۳       |            |          |         |
| ۲  | مهدی حائری           |       |            |            |          |         |
| ۳  | محمود فضائلی         |       |            |            |          |         |
| ۴  | سید محمد خاوری       |       | ۱۳۲۵       | ۱۳۲۶       |          |         |
| ۵  | علی فقایت            |       | ۱۳۲۶       | ۱۳۲۷       |          |         |
| ۶  | کمال الدین صالحی     |       | ۱۳۲۷       | ۱۳۲۷       |          |         |
| ۷  | علی اصغر تیموری      |       | ۱۳۲۷       | ۱۳۲۸       |          |         |
| ۸  | احمد ممنون           |       | ۱۳۲۸       | ۱۳۲۹       |          |         |
| ۹  | سید محمد خاوری       |       | ۱۳۳۰       | ۱۳۲۹       |          |         |
| ۱۰ | محسن وزیری           |       | اسفند ۱۳۳۰ |            |          |         |
| ۱۱ | علی رمدانی           |       | اسفند ۱۳۳۲ |            |          |         |
| ۱۲ | ناظری                |       | ۱۳۳۳       |            |          |         |
| ۱۳ | رضا پراسته           |       | آبان ۱۳۳۳  |            |          |         |
| ۱۴ | جلال خاوری           |       | ۱۳۳۴       |            |          |         |
| ۱۵ | محمد سلیمی           |       | ۱۳۳۵       |            |          |         |
| ۱۶ | مهندس یحیی خالقیان   |       | ۱۳۳۶       |            |          |         |
| ۱۷ | محمد معصومی          |       | ۱۳۳۶       |            |          |         |
| ۱۸ | علی محمدی روحانی     |       | اسفند ۱۳۳۶ |            |          |         |
| ۱۹ | صادق خاوری           |       |            |            |          |         |
| ۲۰ | کمیل ناظری           |       |            |            |          |         |
| ۲۱ | سرهنگ مرتضی منطقی    |       | ۱۳۴۶       |            |          |         |
| ۲۲ | سید کاظم شریفی       |       |            |            |          |         |
| ۲۳ | مهندس عبدالعلی ترابی |       | ۱۳۴۸       | ۱۳۵۱       |          |         |
| ۲۴ | دکتر نقی حقّانی       |       | ۱۳۵۱       | ۱۳۵۳       |          |         |
| ۲۵ | سید مهدی ابطحی       |       | ۱۳۵۳       | ۱۳۵۵       |          |         |
| ۲۶ | منوچهر دادخواه       |       | بهمن ۱۳۵۵  |            |          |         |
| ۲۷ | محمود مجلسی          |       | دی ۱۳۵۶    |            |          |         |
| ۲۸ | رضا اخیانی           |       |            | بهمن ۱۳۵۷  |          |         |

### شهرداران بعد از انقلاب
| ر.     | نام                | نگاره       | دوران تصدی  | دوران تصدی  | تعیین‌کننده |
| ر.     | نام                | نگاره       | آغاز تصدی   | پایان تصدی  | تعیین‌کننده |
| ------ | ------------------ | ----------- | ----------- | ----------- | ---------- |
| ۲۸     | رضا اخیانی         |             | بهمن ۱۳۵۷   | خرداد ۱۳۵۹  |            |
| ۲۹     | حسین خدابخش        |             | خرداد ۱۳۵۹  | ۱۰ مهر ۱۳۶۰ |            |
| ۳۰     | حبیب قلیشلی        |             | بهمن ۱۳۶۰   | بهمن ۱۳۶۱   |            |
| ۳۱     | احمد معمار         |             |             |             |            |
| ۳۲     | حاج عزت‌الله دامادی |             | ۱۳۶۱        | ۱۳۶۵        |            |
| ۳۳     | علی اصغر یوسف نژاد |             | ۱۴ مهر ۱۳۶۵ | ۱۳۶۹        |            |
| ۳۴     | صادق خلیلی         |             | ۱۳۶۹        |             |            |
| سرپرست | علی خان محمدی      |             | خرداد ۱۳۷۰  | شهریور ۱۳۷۰ |            |
| ۳۵     | علی خان محمدی      | شهریور ۱۳۷۰ | آذر ۱۳۷۲    |             |            |
| ۳۶     | حسین صادقلو        |             | ۲ آدر ۱۳۷۲  | ۱۳۷۷        |            |

| شهرداران انتخاب شده توسط شورای شهر | شهرداران انتخاب شده توسط شورای شهر | شهرداران انتخاب شده توسط شورای شهر | شهرداران انتخاب شده توسط شورای شهر | شهرداران انتخاب شده توسط شورای شهر | شهرداران انتخاب شده توسط شورای شهر |
| ر.                                 | نام                                | نگاره                              | دوران تصدی                         | دوران تصدی                         | شورای شهر |
| ر.                                 | نام                                | نگاره                              | آغاز تصدی                          | پایان تصدی                         | شورای شهر |
| ---------------------------------- | ---------------------------------- | ---------------------------------- | ---------------------------------- | ---------------------------------- | --- |
| ۳۶                                 | حسین صادقلو                        |                                    | ادامه از سال ۱۳۷۲                  | ۹ اردیبهشت ۱۳۷۸                    | دوره اول ۱۳۷۷ تا ۱۳۸۱ |
| سرپرست                             | محمد قنبرپور                       |                                    | ۹ اردیبهشت ۱۳۷۸                    | ۲ تیر ۱۳۷۸                         | دوره اول ۱۳۷۷ تا ۱۳۸۱ |
| ۳۷                                 | وحید زارع                          |                                    | ۲ تیر ۱۳۷۸                         | ۴ مرداد ۱۳۸۰                       | دوره اول ۱۳۷۷ تا ۱۳۸۱ |
| سرپرست                             | سید مرتضی رضویان                   |                                    | ۴ مرداد ۱۳۸۰                       | ۲۰ مهر ۱۳۸۰                        | دوره اول ۱۳۷۷ تا ۱۳۸۱ |
| ۳۸                                 | رمضانعلی باقری                     |                                    | ۲۰ مهر ۱۳۸۰                        | ۱۰ تیر ۱۳۸۴                        | دوره اول ۱۳۷۷ تا ۱۳۸۱ |
| ۳۹                                 | محمد قنبر پور                      |                                    | ۱۰ تیر ۱۳۸۴                        | ۱۰ اردیبهشت ۱۳۸۶                   | دوه دوم ۱۳۸۱ تا ۱۳۸۵ |
| ۴۰                                 | سید علی حجازی                      |                                    | ۱۰ اردیبهشت ۱۳۸۶                   | ۱۵ خرداد ۱۳۹۱                      | دوره سوم ۱۳۸۵ تا ۱۳۹۲ |
| سرپرست                             | سید مرتضی رضویان                   |                                    | ۱۵ خرداد ۱۳۹۱                      | ۲۵ تیر ۱۳۹۱                        | دوره سوم ۱۳۸۵ تا ۱۳۹۲ |
|                                    | مهدی عبوری                         |                                    | ۲۵ تیر ۱۳۹۱                        | ۵ اسفند ۱۳۹۷                       | دوره سوم ۱۳۸۵ تا ۱۳۹۲ |
| ۴۱                                 | مهدی عبوری                         | دوره چهارم ۱۳۹۲ تا ۱۳۹۶            | ۲۵ تیر ۱۳۹۱                        | ۵ اسفند ۱۳۹۷                       | |
|                                    | مهدی عبوری                         | دوره پنجم ۱۳۹۶ تا ۱۳۹۹             | ۲۵ تیر ۱۳۹۱                        | ۵ اسفند ۱۳۹۷                       | |
| سرپرست                             | عبدالحمید فرزانه                   |                                    | ۳۱ فروردین ۱۳۹۸                    | ۲۸ شهریور ۱۳۹۸                     | |
| ۴۲                                 | عباس رجبی بیجاربنه                 |                                    | ۲۸ شهریور ۱۳۹۸                     | ۱۳ دی ۱۳۹۹                         | |
| سرپرست                             | حمیدرضا مرادی                      |                                    | ۱۹ دی ۱۳۹۹                         | ۱۰ اردیبهشت ۱۴۰۰                   | انحلال شورای شهر ساری در ۱۹ دی ماه ۱۳۹۹ توسط شورای مرکزی حل اختلاف و رسیدگی به شکایات شوراها در وزارت کشور انجام شد و احمد حسین زادگان استاندار وقت مازندران به سمت قائم‌مقام شورا انتخاب شد. |
| ۴۳                                 | جواد طالبی                         |                                    | ۱۱ اردیبهشت ۱۴۰۰                   | تا ۳۰ آبان ۱۴۰۱                    | دوره ششم ۱۴۰۰ تا اکنون |
| سرپرست                             | مصطفی احمدی فولادی                 |                                    | ۳۰ آبان ۱۴۰۱                       | ۲۵ بهمن ۱۴۰۱                       | دوره ششم ۱۴۰۰ تا اکنون |
| سرپرست                             | محمدحسین قبادی انارمرزی            |                                    | ۲۵ بهمن ۱۴۰۱                       | ۷ اردیبهشت ۱۴۰۲                    | دوره ششم ۱۴۰۰ تا اکنون |
| ۴۴                                 | محمدحسین قبادی انارمرزی            |                                    | ۷ اردیبهشت ۱۴۰۲                    | ۱۸ مهر ۱۴۰۳                        | دوره ششم ۱۴۰۰ تا اکنون |
| سرپرست                             | مرتضی بربسته                       |                                    | ۱۸ مهر ۱۴۰۳                        | ۲۰ فروردین ۱۴۰۴                    | دوره ششم ۱۴۰۰ تا اکنون |
| ۴۵                                 | سید حسن احمدی سقندیکلایی           |                                    | ۲۰ فروردین ۱۴۰۴                    | تا اکنون                           | دوره ششم ۱۴۰۰ تا اکنون |